# 巴林签证政策
访问巴林的旅客需要获得签证，巴林向部分国家和地区开放免签证或落地签证政策。到达巴林时护照需有至少6个月以上的有效期，并持有返程或下一程机票。

## 签证政策地图

巴林签证政策
巴林
免签证
落地签证或电子签证
电子签证
需要签证

## 改革
2014年10月，巴林实施了一项新的签证政策，使旅客能够更容易获得巴林签证。来自获准国家/地区的旅客可以通过互联网在线或在抵达巴林时获得签证。自该政策实施以来，巴林签发的签证比以前多。从2015年4月开始，巴林开始通过短信向申请人发送申请状态确认信息。
2016年11月，巴林采用了新的签证政策规则，单次入境签证可以停留两周，三月多次入境签证可以停留一个月，一年多次入境签证可以停留90天。加拿大、爱尔兰和英国的公民可以获得五年多次入境签证，每次可停留90天。
2020年10月，美国和巴林签署了为期10年的多次入境签证计划互惠协议，该计划规定了每次访问可停留90天，单次的手续费为160美元（60巴林第纳尔）。

## 免签证
来自海湾阿拉伯国家合作委员会成员国的公民访问巴林无需签证，仅需持本国身份证即可入境。
| - 科威特 - 阿曼 - 沙烏地阿拉伯 - 阿联酋 |

此外，持有中华人民共和国、印度、以色列外交和特殊护照者也可以免签证进入巴林。巴林与匈牙利及印度尼西亚签署了互免签证条约，但尚未实施。

## 落地签证和电子签证
所有国家的公民均可办理落地签证和电子签证，但是下列国家和地区除外，须提供保证人（巴林境内的企业或个人）方可办理签证：
| - 伊朗 - 科索沃 |

签证可用于单次或多次入境，须于签发后3个月内首次使用。如果被拒签，签证处理费概不退还，但是签证费可以在申请人发起请求后予以退还。
| 签证政策 | 有效期 | 入境次数 | 停留期 | 价格     |
| -------- | ------ | -------- | ------ | -------- |
| 电子签证 | 2周    | 单次     | 2周    | 9第纳尔  |
| 电子签证 | 3个月  | 多次     | 1个月  | 16第纳尔 |
| 电子签证 | 1年    | 多次     | 90天   | 44第纳尔 |
| 电子签证 | 5年*   | 多次     | 90天   | 64第纳尔 |
| 落地签证 | 2周    | 单次     | 2周    | 5第纳尔  |
| 落地签证 | 3个月  | 多次     | 1个月  | 12第纳尔 |

* - 部分国家的公民无法办理5年多次签证。
电子签证申请人须提供以下文件的扫描件：
- 本人护照
- 返程或离境机票
- 酒店预订单或亲友的身份证
- 近三个月的银行流水，余额不少于1000美元

电子签证申请可于3-5个工作日内处理完成。

## 电子签证
所有国家（除朝鲜民主主义人民共和国外）的公民均可获得有效期14天的电子签证。
申请人必须提供护照、机票、酒店预订记录和最近3个月的银行对账单。申请会在5个工作日内被处理，电子签证自批准之日起30天内有效。
申请签证时需要有一个巴林商业实体或巴林公民作为担保人。